# Толедо (Орегон)
Толедо (англ. Toledo) — місто (англ. city) в США, в окрузі Лінкольн штату Орегон. Населення — 3546 осіб (2020).

## Географія
Толедо розташоване за координатами 44°37′10″ пн. ш. 123°56′1″ зх. д. / 44.61944° пн. ш. 123.93361° зх. д. (44.619392, -123.933703).  За даними Бюро перепису населення США в 2010 році місто мало площу 6,25 км², з яких 5,65 км² — суходіл та 0,60 км² — водойми.

## Демографія
Згідно з переписом 2010 року, у місті мешкало 3465 осіб у 1331 домогосподарстві у складі 907 родин. Густота населення становила 555 осіб/км².  Було 1474 помешкання (236/км²).
Расовий склад населення:
| - 89,9 % — білих - 3,8 % — корінних американців - 0,6 % — чорних або афроамериканців - 0,5 % — азіатів - 0,1 % — вихідців з тихоокеанських островів - 1,2 % — осіб інших рас |

До двох чи більше рас належало 3,9 %. Частка іспаномовних становила 4,7 % від усіх жителів.
За віковим діапазоном населення розподілялося таким чином: 24,8 % — особи молодші 18 років, 63,4 % — особи у віці 18—64 років, 11,8 % — особи у віці 65 років та старші. Медіана віку мешканця становила 37,6 року. На 100 осіб жіночої статі у місті припадало 95,1 чоловіків;  на 100 жінок у віці від 18 років та старших — 94,7 чоловіків також старших 18 років.
Середній дохід на одне домашнє господарство  становив 54 645 доларів США (медіана — 47 188), а середній дохід на одну сім'ю — 57 282 долари (медіана — 50 727). Медіана доходів становила 39 167 доларів для чоловіків та 22 716 доларів для жінок. За межею бідності перебувало 19,2 % осіб, у тому числі 29,5 % дітей у віці до 18 років та 8,4 % осіб у віці 65 років та старших.
Цивільне працевлаштоване населення становило 1465 осіб. Основні галузі зайнятості: освіта, охорона здоров'я та соціальна допомога — 19,0 %, роздрібна торгівля — 18,6 %, мистецтво, розваги та відпочинок — 18,1 %.